# (486958) Arrokoth
(486958) Arrokoth, provisorische Bezeichnungen 2014 MU69 und Ultima Thule, ist ein transneptunisches Objekt (TNO). Es handelt sich um einen Kontakt-Binärkörper (englisch contact binary), also um zwei Körpern, die sich berühren. Die Umlaufzeit ist etwa 294 Jahren, der maximale Durchmesser beträgt 31,7 km, wovon 19,5 km auf die größere Komponente Wenu (zuvor „Ultima“) und 14,2 km auf die kleinere Weeyo (zuvor: „Thule“) entfallen; die scheinbare Helligkeit beträgt 26,8 mag. Die Bahn ist beinahe kreisförmig und nur wenig gegen die Ekliptik geneigt. Aufgrund der Bahneigenschaften handelt es sich um ein kaltes klassisches Kuipergürtelobjekt. „Kalt“ bezieht sich in diesem Fall nicht auf die Temperatur, sondern darauf, dass die Umlaufbahn seit der Entstehung des Sonnensystems kaum gestört wurde. Am 1. Januar 2019 flog die Sonde New Horizons an Arrokoth vorbei. Es ist das bis dahin erdfernste Objekt, das von einer Sonde aus der Nähe untersucht wurde.

## Entdeckung und Benennung

Eine animierte Version der Bilder der Entdeckung, in Abständen von 10 Minuten erstellt. Arrokoth ist in den grünen Kreisen.

(486958) Arrokoth wurde am 26. Juni 2014 bei einer gezielten Suche mit dem Hubble-Weltraumteleskop nach möglichen weiteren Vorbeiflugszielen für New Horizons entdeckt. Zu Beginn der Mission war das Objekt noch nicht bekannt gewesen. Anfänglich wurde es mit 1110113Y bezeichnet. Im Oktober 2014 wurde das Objekt als eines von mehreren möglichen Zielen für New Horizons angekündigt und im August 2015 ausgewählt. Die offizielle Nummerierung 2014 MU69 erhielt das Objekt im Mai 2015, nachdem die Bahndaten ausreichend genau bestimmt waren. Die Vergabe der Kleinplanetennummer (486958) erfolgte am 12. März 2017 in MPO 399075.
Das Objekt erhielt neben der Nummerierung einen vorläufigen Spitznamen, der in einem Wettbewerb vorgeschlagen wurde. Im März 2018 wählte das New-Horizons-Team aus den Vorschlägen den Namen Ultima Thule („jenseits Thule“, im Sinne der bekannten Welt). Die endgültige Benennung des Objekts wurde auf die Zeit nach dem Vorbeiflug verschoben, um es berücksichtigen zu können, falls es sich bei dem Objekt um ein Mehrfachsystem handeln sollte. Nach dem Vorbeiflug war klar, dass es sich um einen Kontakt-Binärkörper handelt, und so wurde der größere Teil vorläufig mit Ultima und der kleinere Teil mit Thule bezeichnet.
Der Name Ultima Thule wurde jedoch kritisiert, da er ebenfalls in der NS-Ideologie und in der Alt-Right-Bewegung verwendet wird. Im November 2019 gab die NASA mit Zustimmung der IAU den Namen Arrokoth für 2014 MU69 bekannt. Arrokoth bedeutet Himmel in der ausgestorbenen Sprache der Powhatan, einer Algonkin-Sprache. Die Teilkörper erhielten die Namen Wenu und Weeyo.

## Erdgebundene Untersuchungen
Arrokoths Größe wurde nach den ersten Beobachtungen durch Hubble auf 30 bis 45 km geschätzt, basierend auf seiner Helligkeit. Genauere Informationen über die Größe wie auch begleitende Trümmer oder ein Ringsystem erhoffte man sich von der Beobachtung von Sternbedeckungen. Hochpräzise Daten zu Sternpositionen durch die Gaia-Mission ermöglichten die  Vorhersage von Bedeckungen durch das Objekt am 3. Juni sowie am 10. und 17. Juli 2017.
Für die Bedeckung am 3. Juni wurden Teams mit 22 mobilen 40-cm-Teleskopen und Kameras nach Südafrika und Argentinien gebracht, die im Abstand von ca. 10 bis 25 km entlang der Okkultationslinie aufgestellt wurden, um zu gewährleisten, dass wenigstens eines der Teleskope die Okkultation im Zentrum beobachten konnte. Für die Bedeckung am 10. Juli wurde das fliegende 2,5-m-Teleskop des Stratosphären-Observatoriums für Infrarot-Astronomie (SOFIA) über dem Südpazifik eingesetzt; In beiden Fällen konnten jedoch keine Okkultation von irgendeinem der Beobachtungspunkte festgestellt werden. Die Wissenschaftler schlossen daraus, dass das Objekt kleiner ist, als die Beobachtungen von Hubble nahelegten. Das Objekt musste dementsprechend entweder stark reflektieren oder es handelte sich um ein binäres System oder sogar um einen Schwarm von kleinen Objekten, die bei der Entstehung des Sonnensystems übrig geblieben waren.
Die nur rund 0,2 Sekunden währende Bedeckung vom 17. Juli 2017 konnte hingegen von Patagonien aus beobachtet werden und legte nahe, dass das Objekt langgestreckt, aber kürzer als 30 km ist. Alternativ wurde ein binäres System vorgeschlagen, bei dem die beiden Komponenten jeweils 15–20 km groß seien. Eine weitere Bedeckung fand am 4. August 2018 statt. Für die Beobachtung wurden in Senegal und Kolumbien mobile Teleskope postiert. Diese Bedeckung konnte beobachtet werden und zeigte, wie die Bedeckung am 17. Juli 2017, keine Hinweise auf Trümmer oder ein Ringsystem; außerdem konnten die Bahndaten weiter verfeinert werden. Für die weitere Erkennung von möglichen Trümmern blieb ab diesem Zeitpunkt nur noch die Kamera LORRI an Bord von New Horizons übrig. Bis zur Begegnung mit New Horizons wurde das Objekt intensiv durch Hubble beobachtet, um möglichst genaue Bahndaten und Informationen über die Rotation zu gewinnen. Es konnte jedoch keine Rotationsperiode ermittelt werden.
| Jahr | Abmessungen km                         | Quelle           |
| ---- | -------------------------------------- | ---------------- |
| 2014 | 30,0–45,0                              | Lakdawalla u. a. |
| 2014 | 25,0–45,0                              | Buie u. a.       |
| 2019 | 19,5 bzw. 14,2 für die einzelnen Teile | Stern u. a.      |

## Untersuchung durch New Horizons

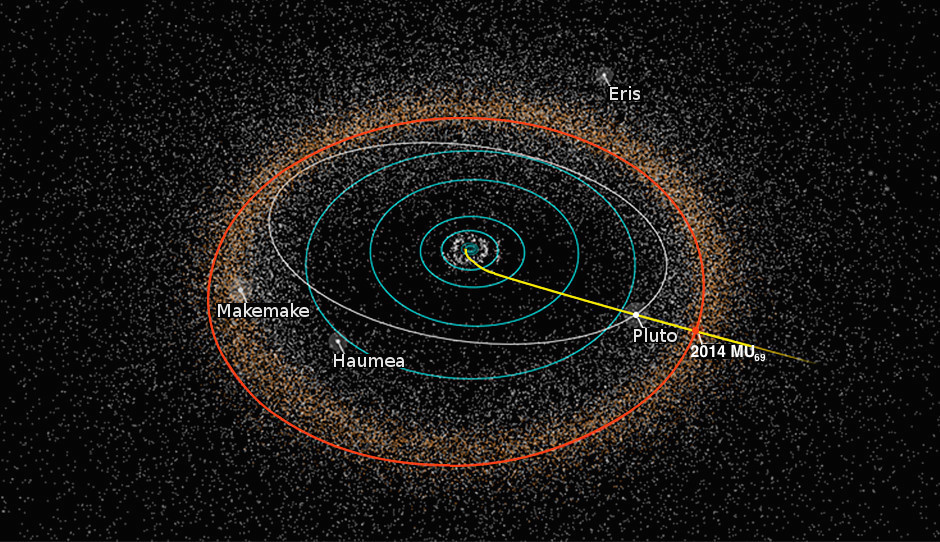
Die Bahn von New Horizons zu Arrokoth

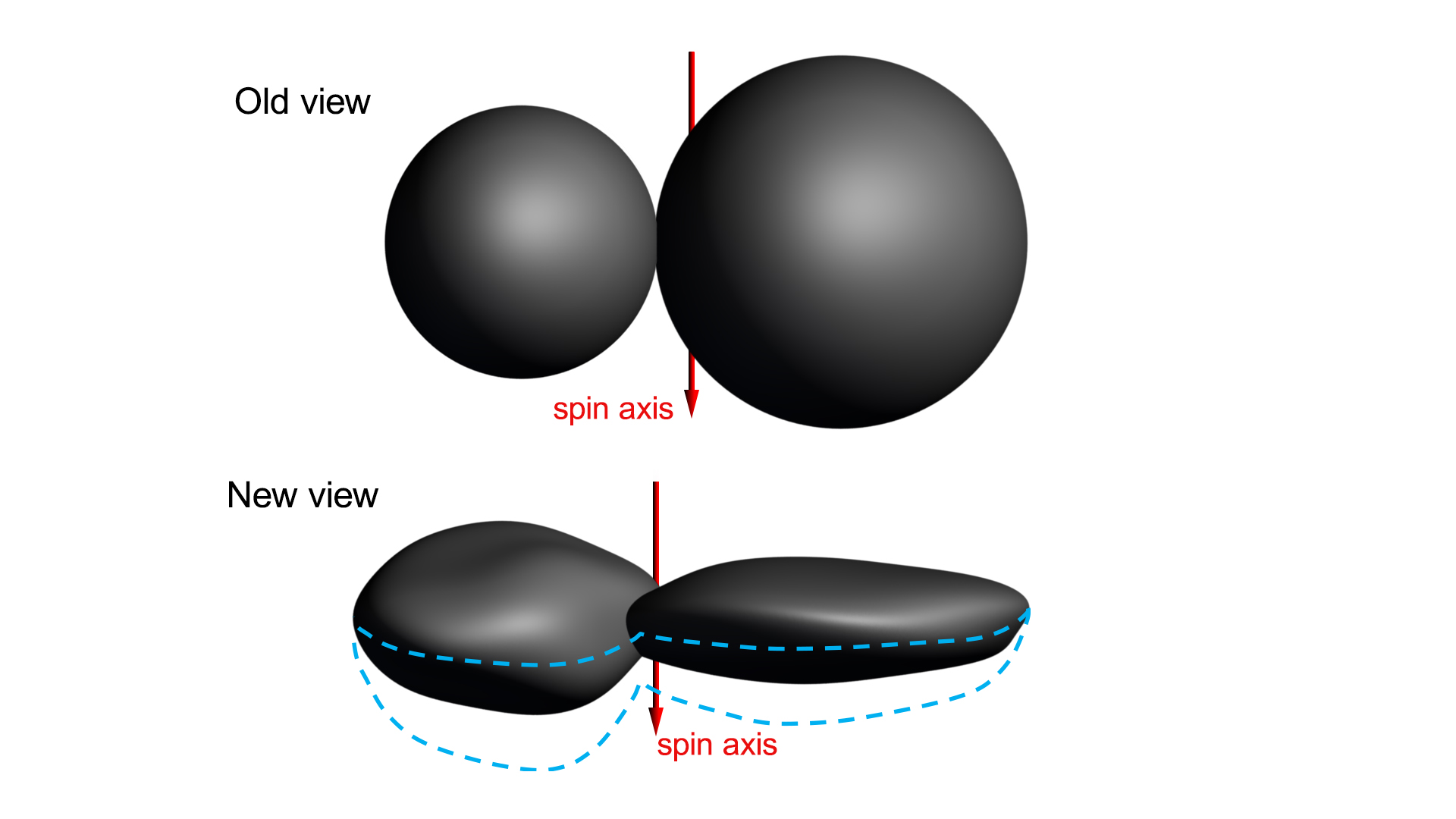
Computergeneriertes Modell der Form von Arrokoth. Oben die ursprünglich angenommene „Schneemann“-Form, unten das mit neueren Daten überarbeitete Modell.

Am 1. Januar 2019 flog die Sonde New Horizons an Arrokoth vorbei; es war das bis dahin erdfernste Objekt, das von einer Sonde aus der Nähe untersucht wurde.
(486958) Arrokoth ist das erste kleine und zugleich das am weitesten entfernte Kuipergürtel-Objekt (KBO), das von einer Sonde untersucht wurde. Es wird angenommen, dass das Objekt seit der Entstehung wie tiefgefroren in einem Zustand verharrt, den es schon zur Zeit der Formung des Sonnensystems vor ungefähr 4,6 Milliarden Jahre hatte, und dass es dadurch Einblicke in die frühen Phasen der Entstehung des Sonnensystems ermöglicht. Am 16. August 2018 machte New Horizons erste lang belichtete Aufnahmen aus über 100 Millionen Kilometern Entfernung.
Zum Zeitpunkt der Begegnung war das Objekt ungefähr 43,4 AE von der Sonne entfernt. Die Sonde flog im Abstand von 3.000 km wesentlich dichter vorbei als an Pluto; dabei wurden alle Instrumente eingesetzt, die schon bei der Beobachtung Plutos Verwendung gefunden hatten. Das System besteht aus zwei einzelnen Materieklumpen, die sich schon vor langer Zeit langsam einander angenähert haben und zu einem Doppelsystem aus zwei Körpern wurden.
Kurz nach dem Vorbeiflug wurde eine Reihe von Bildern des Asteroiden aufgenommen. Dabei konnte durch die Okkultation von Sternen die Form von Arrokoth besser bestimmt werden. In den ersten Tagen nach dem Vorbeiflug ging man noch davon aus, dass der Asteroid etwa die Form eines Schneemanns aus zwei näherungsweise kugelförmigen Teilen hat. Die späteren Daten zeigten, dass vor allem der größere Teil (Ultima) erheblich flacher ist als zunächst angenommen wurde. Er hat etwa die Form eines Pancakes, der kleinere (Thule) die einer verbeulten Walnuss. Es konnten keine Monde, begleitenden Trümmer oder ein Ringsystem gefunden werden. Das Objekt hat keine nachweisbare Atmosphäre und gibt keine geladenen Teile in die Umgebung ab. Die Farbe ist deutlich rot. Die Farben des größeren und kleineren Teils unterscheiden sich kaum, während an der Berührungslinie das Objekt deutlich heller ist. Das Objekt rotiert in 15,9 Stunden einmal. Die Rotationsachse zeigte zur Zeit der Begegnung näherungsweise in Richtung Erde und Sonne, sodass immer derselbe Teil der Oberfläche von der Sonne beschienen wird. Das erklärt, warum zuvor keine periodischen Helligkeitsveränderungen zur Rotationsbestimmung gefunden werden konnten.